# Settimio (nome)
Settimio  è un nome proprio di persona italiano maschile.

## Varianti
- Femminili: Settimia[2]

### Varianti in altre lingue
- Catalano: Septimi[5]
- Latino: Septimius[1][6]
  - Femminili: Septimia[6]
- Portoghese: Septímio
- Rumeno: Septimiu
- Spagnolo: Septimio[5]

## Origine e diffusione
Deriva dal cognomen romano Septimius, portato da una gens a cui appartenne l'imperatore Settimio Severo; si tratta di un patronimico di Septimus, avente quindi il significato "di Settimo", "relativo a Settimo". Va notato, comunque, che spesso viene considerato una semplice variante di Settimo.
In Italia gode di una diffusione relativamente buona, attestandosi soprattutto nelle Marche per via del culto del santo vescovo di Jesi.

## Onomastico
L'onomastico può essere festeggiato il 1º aprile in memoria di san Settimio, martire in Croazia, oppure il 22 settembre in memoria di san Settimio, vescovo di Jesi e martire.

## Persone

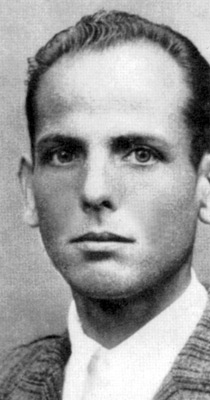
Settimio Garavini

- Settimio Battaglia, compositore, organista e direttore d'orchestra italiano
- Settimio Benedusi, fotografo italiano
- Settimio Borsari, vescovo cattolico italiano
- Settimio Cipolla, scrittore italiano
- Settimio Garavini, partigiano italiano
- Settimio Lucci, calciatore e allenatore di calcio italiano
- Settimio Pagnini,allenatore di pallacanestro e partigiano
- Settimio Passamonti, poliziotto italiano
- Settimio Piacentini, generale italiano
- Settimio Simonini, ciclista su strada italiano
- Settimio Sorani, antifascista italiano
- Settimio Todisco, arcivescovo cattolico italiano
- Settimio Zimarino, religioso e compositore italiano

### Storia

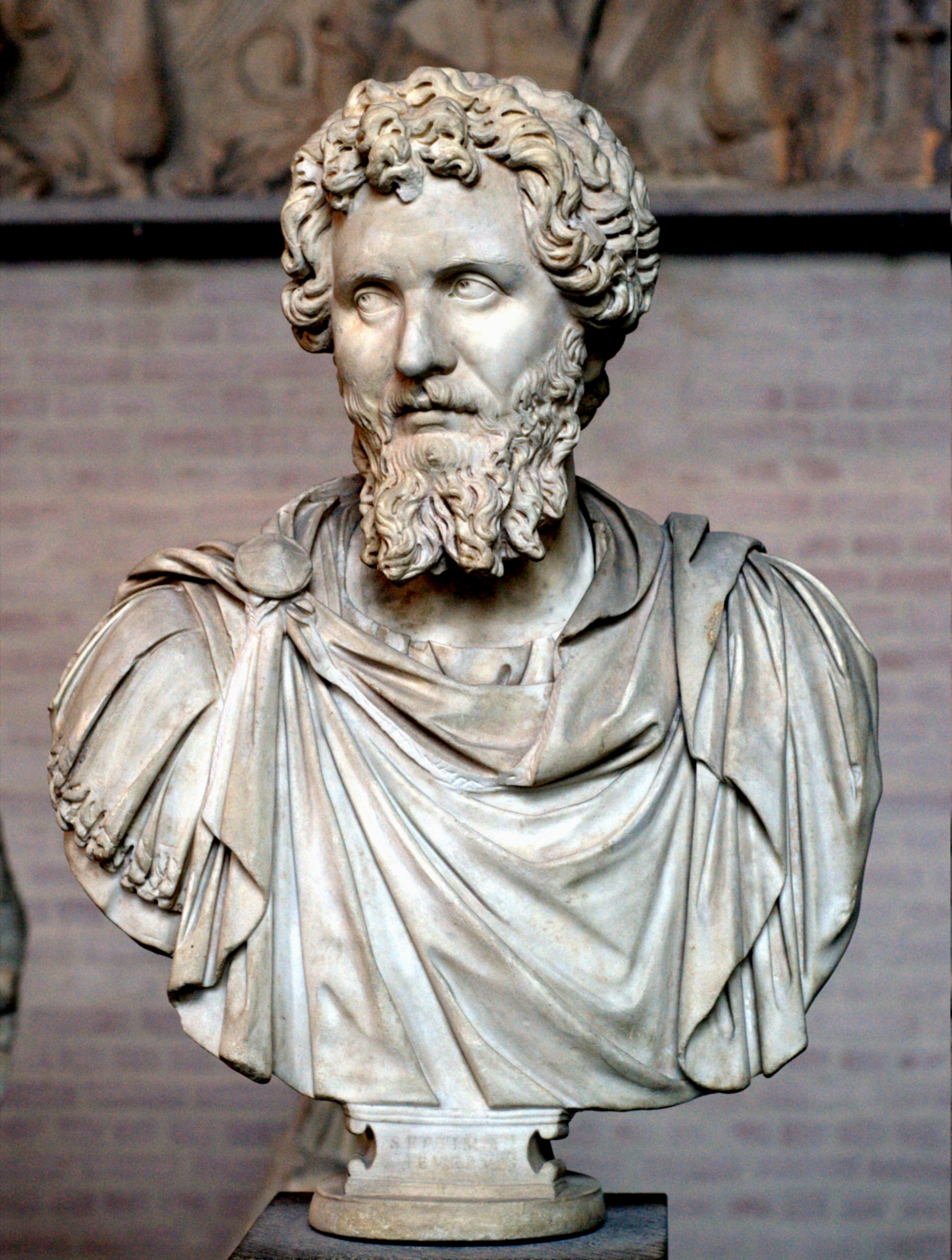
Settimio Severo

- Settimio, autoproclamatosi imperatore romano nel 271
- Lucio Settimio Severo Apro, senatore romano
- Publio Settimio Geta, co-imperatore romano
- Quinto Settimio Fiorente Tertulliano, apologeta latino
- Settimio Acindino, politico romano
- Settimio Basso, politico romano
- Settimio Erodiano, usurpatore romano
- Settimio Mnasea, politico romano
- Settimio Odenato, re del regno di Palmira
- Settimio Severo, imperatore romano

### Variante femminile Settimia
- Settimia Caccini, soprano e compositrice italiana
- Settimia Spizzichino, reduce dell'Olocausto italiana